# Parafia św. Mikołaja w Sulerzyżu
Parafia pw. Świętego Mikołaja w Sulerzyżu – parafia rzymskokatolicka należąca do dekanatu ciechanowskiego zachodniego, diecezji płockiej, metropolii warszawskiej. 

## Linki zewnętrzne

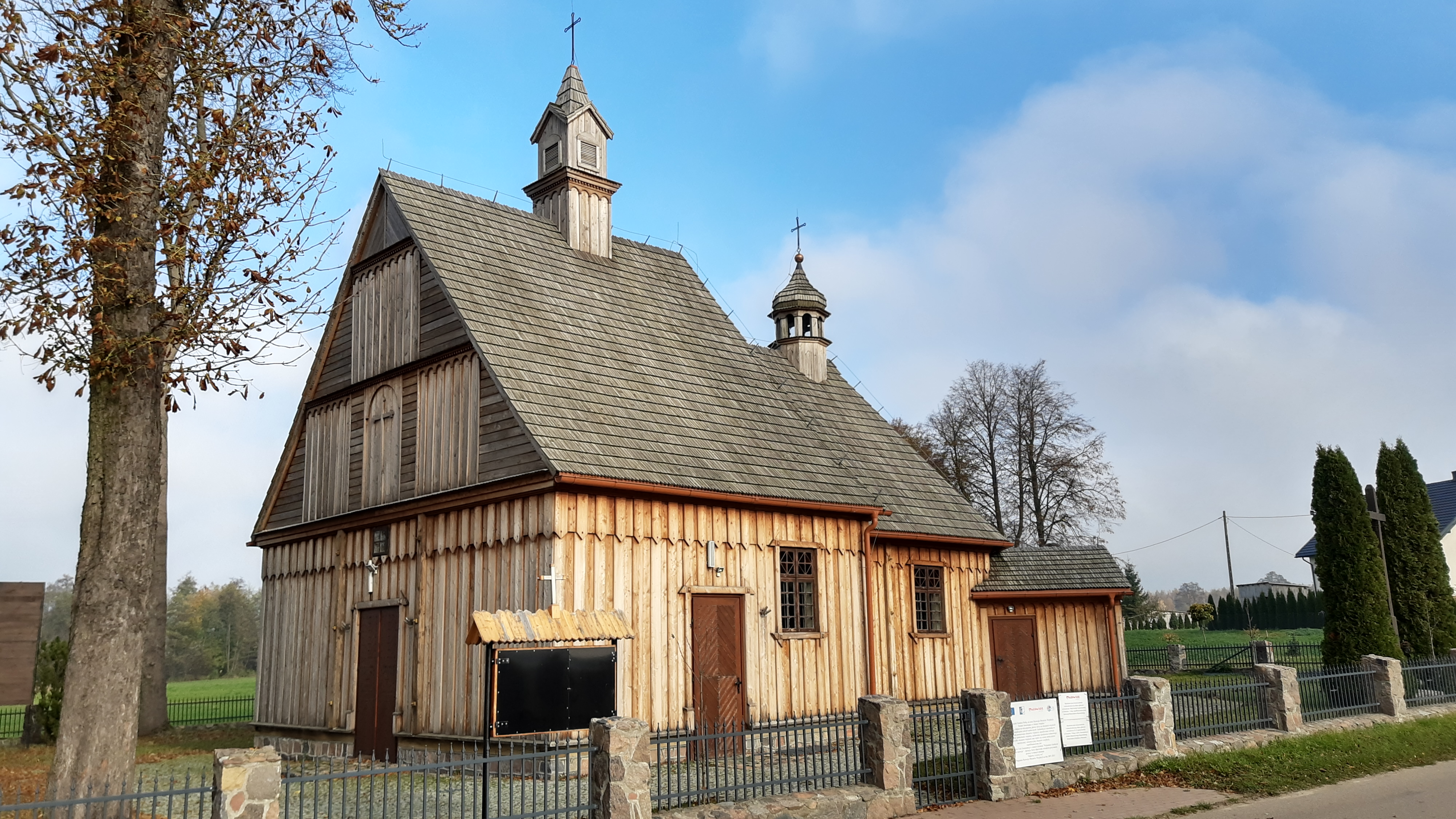
Kościół filialny Matki Boskiej Częstochowskiej w Chotumiu